# فرودگاه لسکه-بلد
فرودگاه لسکه-بلد (به انگلیسی: Lesce-Bled Airport) (به زبان بومی: Letališče Lesce) یک فرودگاه همگانی است که یک باند فرود آسفالت دارد و طول باند آن ۱۱۳۰ متر است. این فرودگاه در کشور اسلوونی قرار دارد و در ارتفاع ۵۰۴ متری از سطح دریا واقع شده است.